# Нечипоренко Антін Данилович
Анті́н Дани́лович Нечипоре́нко (нар. 1894, Конотоп — пом. 1942, Конотоп) — майстер з виготовлення бандур з Конотопа.

## Загальні відомості
Був відомим майстром з виготовлення бандур. На інструментах його роботи грали конотопські бандуристи, яких у місті було чимало — понад 50 чоловік виступали за Конотопську капелу бандуристів, яка дала численні концерти в Україні і за її межами.

## Бандуристи Нечипоренки
- Нечипоренко Пилип Данилович (1904—1980) — бандурист, майстер з виготовлення бандур
- Нечипоренко Олексій Данилович (1882—1912) — бандурист, переховував «Кобзар» Т. Шевченка та іншу заборонену царським режимом літературу, виконував твори Т. Шевченка.
- Нечипоренко Семен Данилович (1901—?) — бандурист, майстер з виготовлення бандур.
- Нечипоренко Т. Д. — бандурист і відомий майстер бандур з Конотопа.